# Joachim Ohser

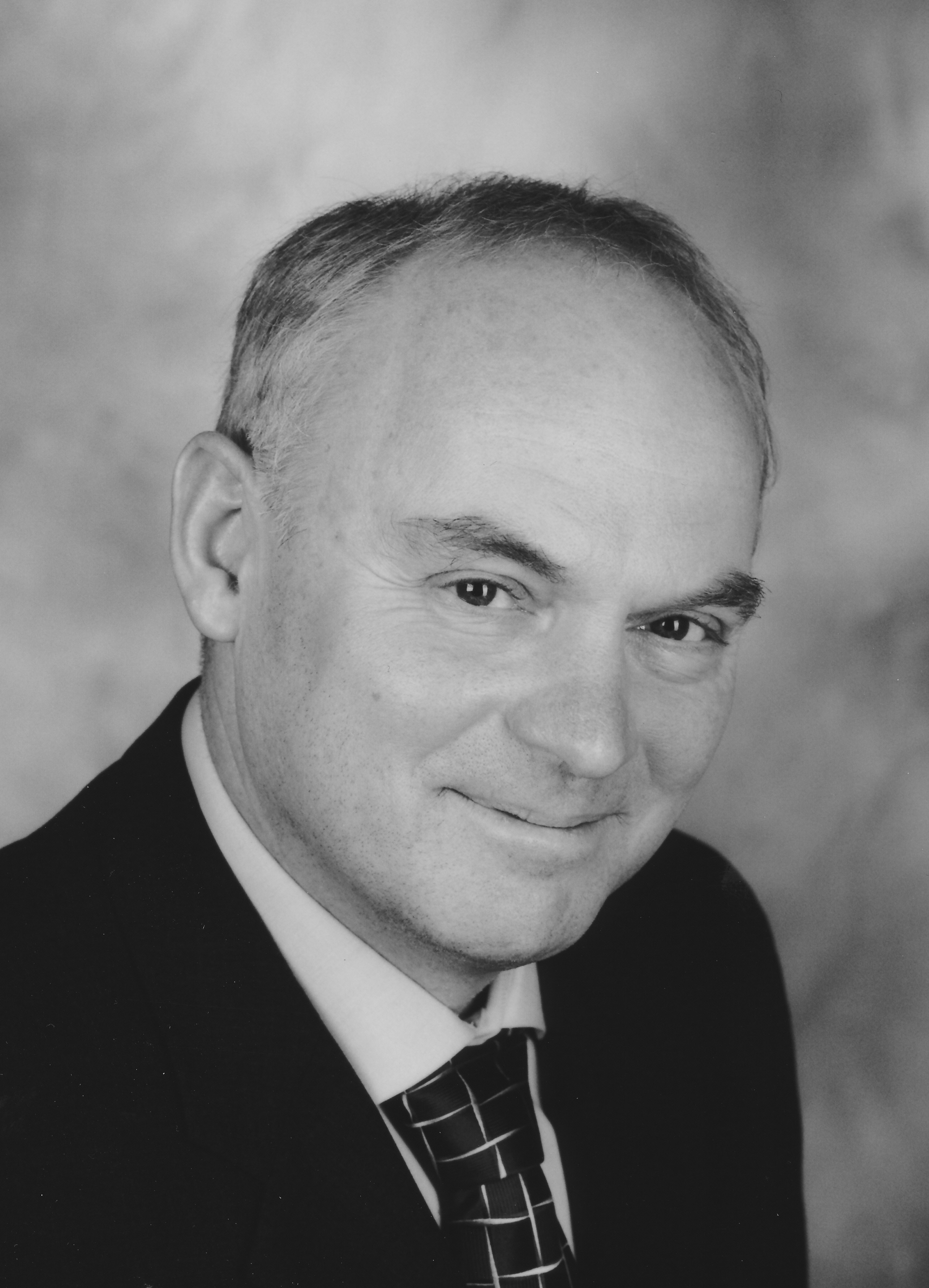
Ohser 2013

Joachim Ohser (* 11. Mai 1953 in Schkeuditz) ist ein deutscher Wissenschaftler. Er war Professor an der Hochschule Darmstadt und hielt dort Vorlesungen über Mathematik und Bildverarbeitung.

## Leben
Joachim Ohser erwarb das Abitur 1971 am Christian-Gottfried-Ehrenberg-Gymnasium in Delitzsch und leistete Grundwehrdienst bei der Nationalen Volksarmee der DDR. Danach studierte er von 1973 bis 1978 Mathematik an der TU Bergakademie Freiberg. 1983 promovierte er dort auf dem Gebiet der Werkstofftechnologie und erlangte acht Jahre später die Habilitation in den technischen Wissenschaften. Von 1998 bis 2003 arbeitete er am Fraunhofer-Institut für Techno- und Wirtschaftsmathematik (ITWM) in Kaiserslautern auf den Gebieten der 3D-Bildverarbeitung und der Modellierung von Mikrostrukturen. 
Ab 2003 war Joachim Ohser Professor an der Hochschule Darmstadt und hielt dort Vorlesungen im Studiengang Optotechnik und Bildverarbeitung.
Joachim Ohser ist verheiratet und hat drei erwachsene Kinder. Seit vielen Jahren erforscht er mit Martin Franke Lokalgeschichte im Kreis Delitzsch. 

## Forschungsgebiete
Die Schwerpunkte der Forschung von Joachim Ohser sind die bildanalytische Charakterisierung und mathematische Modellierung von Materialstrukturen. Seit 1985 entwickelte er grundlegende Algorithmen zur Bildverarbeitung und Bildanalyse u. a. mit der Fa. PixelFerber, Berlin und ihren Vorgängern. In enger Zusammenarbeit mit Werner Nagel, Katja Schladitz und Claudia Redenbach hat Joachim Ohser zur Entwicklung der Verarbeitung und Analyse mikrotomographischer Bilder von Materialien beigetragen. In diesem Zusammenhang bestand eine langjährige Zusammenarbeit mit Alexander Rack vom European Synchrotron Radiation Facility (ESRF) in Grenoble.

## Publikationen
- mit F. Mücklich: Statistical Analysis of Microstructures in Materials Sciences. John Wiley & Sons, Chichester 2000, ISBN 0-471-97486-2.
- mit K. Schladitz: 3D Images of Material Structures - Processing and Analysis. Wiley-VCH, Weinheim 2009, ISBN 978-3-527-31203-0.
- mit M. Franke: Oh, du mein Wiedemar - eine kleine Ortsgeschichte. 8. Auflage. Freja & Hendrik, Zwingenberg 2021.
- mit M. Franke: Schul-Chronik von Wiesenena. Freja & Hendrik, Zwingenberg 2021.
- W. Helm, A. Pfeifer: Mathematik für Wirtschaftswissenschaftler. 3. Auflage. Hanser, München 2021, ISBN 978-3-446-46913-6.
- mit M. Franke: Beiträge zur Ortsgeschichte Wiedemars - Lausige Zeiten, glückliche Momente. Freja & Hendrik, Zwingenberg 2022.
- mit W. Helm, A. Pfeifer: Lineare Algebra für die Wirtschaftswissenschaften. Hanser, München 2023, ISBN 978-3-446-47642-4.
- Angewandte Bildverarbeitung und Bildanalyse. 2. Auflage. Hanser, München 2024, ISBN 978-3-446-44933-6.